# Сан Карло (Ферара)
Сан Карло (итал. San Carlo) је насеље у Италији у округу Ферара, региону Емилија-Ромања.
Према процени из 2011. у насељу је живело 1851 становника. Насеље се налази на надморској висини од 18 м.